# Galium viciosorum
Galium viciosorum är en måreväxtart som beskrevs av fader Sennen och Carlos Pau. Galium viciosorum ingår i släktet måror, och familjen måreväxter. Inga underarter finns listade i Catalogue of Life.